# بطولة العالم للدراجات على المضمار 1923
بطولة العالم للدراجات على المضمار 1923 هي الدورة ال26 من بطولة العالم للدراجات على المضمار، أجريت في زيورخ، سويسرا.

## النتائج النهائية
| المسابقة                              | ذهبية               | فضية                | برونزية            |
| ------------------------------------- | ------------------- | ------------------- | ------------------ |
| السرعة الفردية                        | Piet Moeskops (NED) | غابرييل بولان (FRA) | إرنست كوفمان (SUI) |
| سباق مطاردة الدراجة النارية للمحترفين | بول سوتر (SUI)      | ليون باريزو (FRA)   | كارل فيتيغ (GER)   |